# Cao khảo

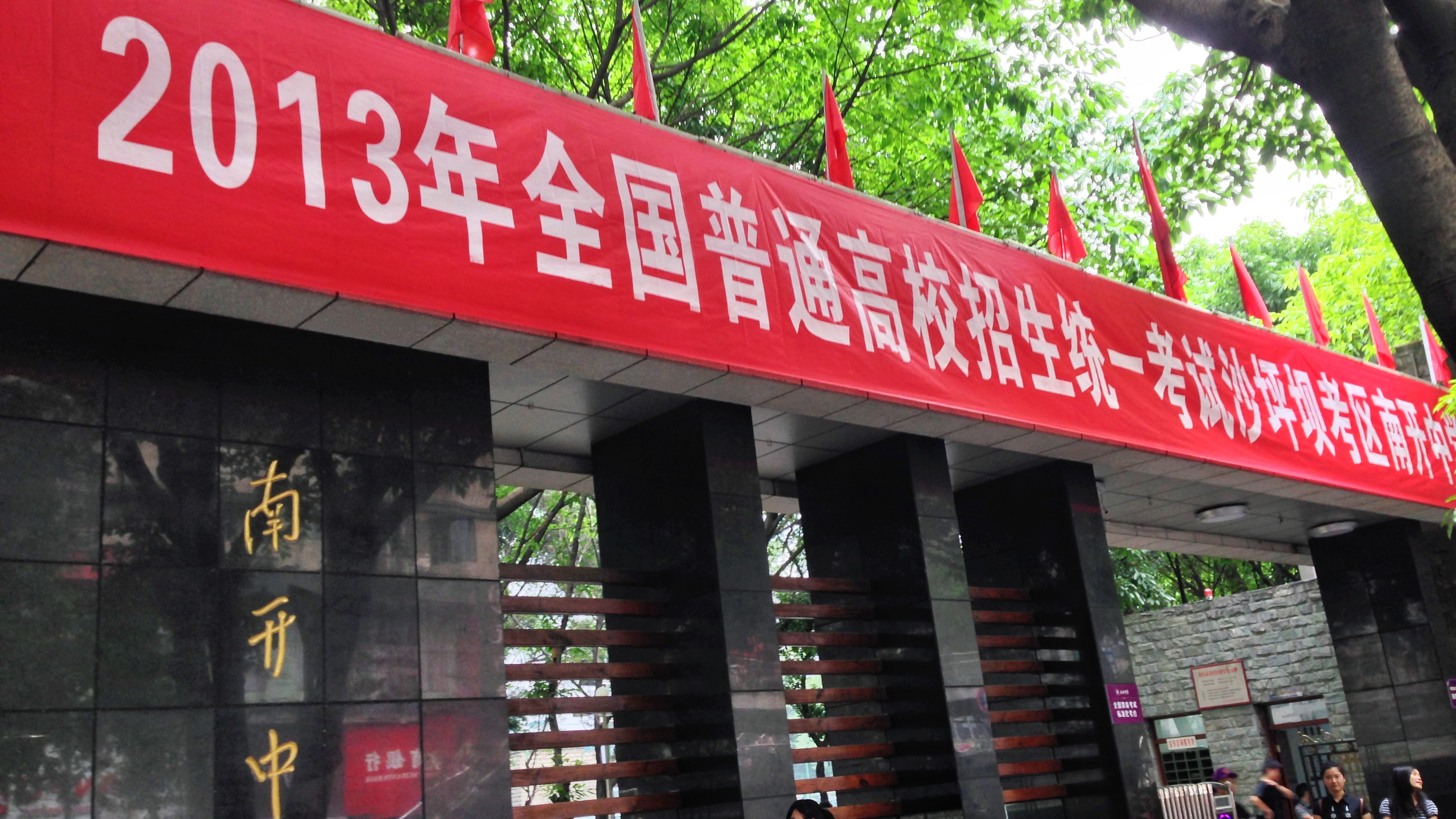
Một biểu ngữ năm 2013 tại Trường Trung học Nam Hải Trùng Khánh thông báo đây là địa điểm tổ chức kỳ thi cho Kỳ thi Tuyển sinh Đại học Toàn Quốc năm 2013

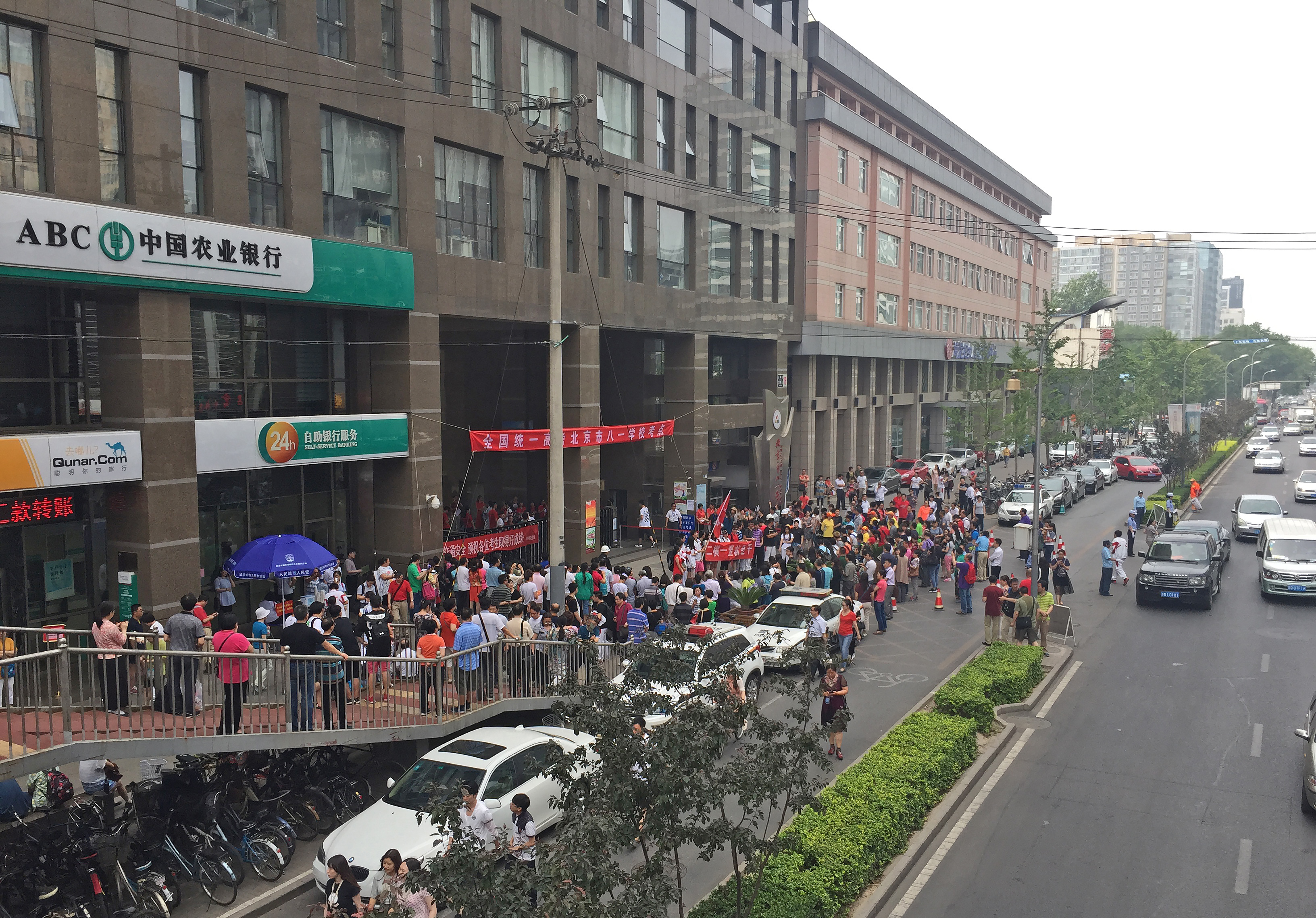
Phụ huynh và giáo viên bên ngoài trường trung học Bắc Kinh Bayi trong Kỳ thi Tuyển sinh Đại học Toàn Quốc năm 2016

Kỳ thi Tuyển sinh Đại học Toàn Quốc (普通高等学校招生全国统一考试, Phổ thông Cao đẳng học hiệu chiêu sinh toàn quốc thống nhất khảo thí) hay viết tắt là Cao khảo (高考, phiên âm: gāo kǎo)  trong tiếng Trung, là một kỳ thi chung được tổ chức hàng năm ở Cộng hòa Nhân dân Trung Hoa. Kì thi chung này là điều kiện tiên quyết để vào hầu hết các cơ sở giáo dục bậc đại học ở Trung Quốc. Kỳ thi thường có sự tham gia học sinh năm cuối cấp trung học phổ thông, mặc dù không có giới hạn độ tuổi kể từ năm 2001.
Kỳ thi kéo dài khoảng chín giờ đồng hồ trong khoảng thời gian hai hoặc ba ngày, tùy thuộc vào từng địa phương. Tiếng Trung tiêu chuẩn và toán học được bao gồm trong tất cả các bài kiểm tra. Thí sinh có thể chọn một trong các môn tiếng Anh, Pháp, Nhật, Nga, Đức và Tây Ban Nha làm bài thi ngoại ngữ (mặc dù sáu ngôn ngữ được xác định là môn thi tuyển sinh đại học năm 1983, nhưng đại đa số thí sinh coi "ngoại ngữ" là "Tiếng Anh", và Tiếng Anh là ngôn ngữ được lựa chọn thi nhiều nhất). Ngoài ra, học sinh phải lựa chọn giữa hai ban tập trung ở hầu hết các khu vực, Ban khoa học xã hội (文科倾向) hoặc Ban khoa học tự nhiên (理科倾向). Học sinh chọn khoa học xã hội sẽ được kiểm tra các môn về lịch sử, khoa học chính trị và địa lý (文科综合), trong khi những học sinh chọn khoa học tự nhiên được kiểm tra các môn vật lý, hóa học và sinh học (理科综合).
Điểm tổng thể mà học sinh nhận được thường là tổng điểm của các môn học. Mức tối đa có thể thay đổi rất nhiều giữa các năm và cũng khác nhau giữa các địa phương.
Theo thông lệ, Kỳ thi tuyển sinh đại học hiện đại diễn ra từ ngày 7 đến ngày 8 tháng 6 hàng năm, mặc dù ở một số địa phương, kỳ thi này có thể kéo dài thêm một ngày.

## Nội dung thi[2]
Sau đây là phạm vi kiểm tra trong kỳ thi cho Gaokao năm 2019 ở hầu hết các khu vực của Trung Quốc, nơi học sinh sử dụng Bài kiểm tra toàn quốc ở Gaokao, không bao gồm một số khu vực có phạm vi kỳ thi riêng. Nội dung tham khảo sách giáo khoa từ Báo Giáo dục Nhân dân Trung Quốc.

### Tiếng Trung[3]
- Khóa học bắt buộc 1
  - Chương 1 Thơ hiện đại
  - Chương 2 Văn xuôi tự sự cổ đại
  - Chương 3 Văn xuôi tường thuật
  - Chương 4 Tin tức và Phóng sự
- Khóa học bắt buộc 2
  - Chương 1 Văn xuôi trữ tình phong cảnh hiện đại
  - Chương 2 Sách ca, Sở từ, thơ của Hán Ngụy và sáu triều đại
  - Chương 3 Văn xuôi trữ tình cổ đại
  - Chương 4 Phát biểu
- Khóa học bắt buộc 3
  - Chương 1 Tiểu thuyết Một
  - Chương 2 Thơ Đường
  - Chương 3 Văn xuôi cổ
  - Chương 4 Công trình Khoa học Phổ biến
- Khóa học bắt buộc 4
  - Chương 1 Phim truyền hình Trung Quốc và nước ngoài
  - Chương 2 Song Yuan Song
  - Chương 3 Các bài báo và tiểu luận trong Khoa học xã hội
  - Chương 4 Tiểu sử Người cổ đại
- Khóa học bắt buộc 5
  - Chương 1 Tiểu thuyết Hai
  - Chương 2 Văn xuôi trữ tình cổ đại
  - Chương 3 Luận văn văn học nghệ thuật
  - Chương 4 Phong cách ngôn ngữ Khoa học Tự nhiên
- Khóa học tự chọn (Đánh giá thơ ca và văn xuôi cổ đại Trung Quốc)
  - Chương 1, 2, 3 Thơ
  - Chương 4, 5, 6 Văn xuôi
- 50 những bài thơ, bài văn cổ ở trường Trung học cơ sở

Học sinh ở một số trường cũng tham gia các Khóa học Tự chọn khác (như Nghiên cứu Kinh điển Văn hóa Trung Quốc, Đánh giá các tiểu thuyết Trung Quốc) vì tiếng Trung không có phạm vi kỳ thi chính xác.

### Toán
- Khóa học bắt buộc 1
  - Chương 1 Khái niệm về Tập hợp và Hàm số
  - Chương 2 Hàm số sơ cấp cơ bản (I)
  - Chương 3 Ứng dụng của Hàm số
- Khóa học bắt buộc 2
  - Chương 1 Hình học không gian
  - Chương 2 Mối quan hệ vị trí giữa các điểm, đường và đoạn
  - Chương 3 Đường thẳng và phương trình đường thẳng
  - Chương 4 Đường tròn và phương trình đường tròn
- Khóa học bắt buộc 3
  - Chương 1 Thuật toán sơ bộ
  - Chương 2 Thống kê
  - Chương 3 Xác suất
- Khóa học bắt buộc 4
  - Chương 1 Hàm số lượng giác
  - Chương 2 Vector mặt phẳng
  - Chương 3 Xác định lượng giác đồng dạng
- Khóa học bắt buộc 5
  - Chương 1 Giải tam giác
  - Chương 2 Dãy số
  - Chương 3 Bất đẳng thức

#### Toán cho Khoa Học Xã Hội
Bên cạnh các Khóa học bắt buộc, phạm vi kiểm tra bắt buộc đối với Khoa học xã hội bao gồm hai Khóa học tự chọn của phần 1. Hầu hết nội dung trong các Khóa học tự chọn của phần 2 cũng có trong các Khóa học tự chọn của phần 2, nhưng một số nội dung trong Các khóa học tự chọn của phần 2 không có trong các Khóa học Tự chọn của phần 2. Điều này làm cho bài thi Toán học đối với Khoa học xã hội dễ dàng hơn đối với Khoa học tự nhiên.
- Khóa học tự chọn 1-1
  - Chương 1 Các thuật ngữ logic chung
  - Chương 2 Phần và đẳng thức Conic (không bao gồm Đường cong và Phương trình đường cong *)
  - Chương 3 Đạo hàm và Ứng dụng của Đạo Hàm (không bao gồm Khái niệm xác định Tích phân *, Định lý cơ bản của Giải tích *, Ứng dụng đơn giản của xác định tích phân *)
- Khóa học tự chọn 1-2
  - Chương 1 Xác suất thống kê
  - Chương 2 Lý luận và Chứng minh (không bao gồm Quy nạp toán học *)
  - Chương 3 Hệ thống số mở rộng và giới thiệu số phức
  - Chương 4 Sơ đồ khối

Nội dung có * không dành cho Khoa học xã hội.

#### Toán cho Khoa Học Tự Nhiên
Bên cạnh các Khóa học bắt buộc, phạm vi kỳ thi bắt buộc đối với Khoa học tự nhiên còn có ba Khóa học tự chọn thuộc phần 2, do đó, Khóa học tự chọn thuộc phần 2 được coi là khóa học bắt buộc đối với Khoa học tự nhiên. Hầu hết nội dung trong các Khóa học tự chọn của phần 1 cũng có trong Khóa học tự chọn của phần 2, nhưng một số nội dung trong Khóa học tự chọn của phần 2 không có trong Khóa học tự chọn của loạt 1.
- Khóa học tự chọn 2-1 
  - Chương 1 Các thuật ngữ logic chung
  - Chương 2 Phần và đẳng thức Conic (không bao gồm Đường cong và Phương trình đường cong *)
  - Chương 3 Véc tơ không gian và Hình học không gian *
- Khóa học tự chọn 2-2
  - Chương 1 Đạo hàm và Ứng dụng của Đạo Hàm (bao gồm 1.5 Khái niệm xác định Tích phân *, 1.6 Định lý cơ bản của Giải tích *, 1.7 Ứng dụng đơn giản của xác định tích phân *)
  - Chương 2 Lý luận và Chứng minh (bao gồm 2.3 Quy nạp toán học *)
  - Chương 3 Hệ thống số mở rộng và giới thiệu số phức
- Khóa học tự chọn 2-3
  - Chương 1 Nguyên tắc đếm *
  - Chương 2 Biến ngẫu nhiên và sự phân phối của Biến*
  - Chương 3 Xác suất thống kê

Nội dung có * không dành cho Khoa học xã hội.

#### Tự chọn
Ít nhất một trong các Khóa học Tự chọn sau đây phải chọn.
- Khóa học tự chọn 4-4 (Hệ trục tọa độ và đẳng thức tham số)
  - Chương 1 Hệ trục tọa độ
  - Chương 2 Phương trình tham số
- Khóa học tự chọn 4-5 (Bất đẳng thức tự chọn)
  - Chương 1 Bất đẳng thức và Bất đẳng thức của Giá trị Tuyệt đối
  - Chương 2 Phương pháp cơ bản để chứng minh bất đẳng thức
  - Chương 3 Bất đẳng thức Cauchy và Bất đẳng thức Chebyshev
  - Chương 4 Chứng minh bất đẳng thức bằng quy nạp toán học

### Ngoại ngữ

#### Tiếng Anh[5]
- Khóa học bắt buộc 1 (Sách 1)
  - Chương 1 Friendship (Hữu nghị)
  - Chương 2 English around the world (Tiếng Anh trên toàn thế giới)
  - Chương 3 Travel journal (Tạp chí du lịch)
  - Chương 4 Earthquakes (Động đất)
  - Chương 5 Nelson Mandela – a modern hero (Nelson Mandela - một anh hùng thời hiện đại)
- Khóa học bắt buộc 2 (Sách 2)
  - Chương 1 Cultural relics (Di tích văn hóa)
  - Chương 2 The Olympic Games (Thế vận hội Olympic)
  - Chương 3 Computers  (Máy tính)
  - Chương 4 Wildlife protection (Bảo vệ động vật hoang dã)
  - Chương 5 Music (Âm nhạc)
- Khóa học bắt buộc 3 (Sách 3)
  - Chương 1 Festivals around the world (Lễ hội trên khắp thế giới)
  - Chương 2 Healthy eating (Ăn uống lành mạnh)
  - Chương 3 The Million Pound Bank Note (Giấy bạc triệu bảng Anh)
  - Chương 4 Astronomy: the science of the stars (Thiên văn học: khoa học về các vì sao)
  - Chương 5 Canada – "The True North" (Canada - "Miền Bắc đích thực")
- Khóa học bắt buộc 4 (Sách 4)
  - Chương 1 Women of achievement (Thành tựu của Phụ nữ)
  - Chương 2 Working the land (Làm việc trên cánh đồng)
  - Chương 3 A taste of English humour (Hương vị hài hước của người Anh)
  - Chương 4 Body language (Ngôn ngữ cơ thể)
  - Chương 5 Theme parks (Công viên giải trí với bối cảnh hoặc ý tưởng thống nhất)
- Khóa học bắt buộc 5 (Sách 5)
  - Chương 1 Great scientists (Những Nhà khoa học vĩ đại)
  - Chương 2 The United Kingdom (Vương quốc Anh)
  - Chương 3 Life in the future (Cuộc sống trong tương lai)
  - Chương 4 Making the news (Làm tin tức)
  - Chương 5 First aid (Sơ cứu)
- Khóa học bắt buộc 6 (Sách 6)
  - Chương 1 Art (Hội họa)
  - Chương 2 Poems  (Thơ)
  - Chương 3 A healthy life (Một cuộc sống lành mạnh)
  - Chương 4 Global warming (Sự nóng lên toàn cầu)
  - Chương 5 The power of nature (Sức mạnh của thiên nhiên)
- Khóa học bắt buộc 7 (Sách 7)
  - Chương 1 Living well (Sống tốt)
  - Chương 2 Robots
  - Chương 3 Under the sea (Dưới biển)
  - Chương 4 Sharing (Chia sẻ)
  - Chương 5 Travelling abroad (Du lịch nước ngoài)
- Khóa học bắt buộc 8 (Sách 8)
  - Chương 1 A land of diversity (Vùng đất của sự đa dạng)
  - Chương 2 Cloning (Nhân bản)
  - Chương 3 Inventors and inventions (Nhà phát minh và sáng chế)
  - Chương 4 Pygmalion
  - Chương 5 Meeting your ancestors (Gặp gỡ tổ tiên của bạn)

Học sinh ở một số trường cũng sẽ học Khóa học tự chọn 9, 10 và 11 bởi vì tiếng Anh không có một phạm vi thi chính xác.
- Khóa học tự chọn (Sách 9)
  - Chương 1 Breaking records (Phá vỡ kỷ lục)
  - Chương 2 Sailing the oceans (Đi thuyền trên đại dương)
  - Chương 3 Australia
  - Chương 4 Exploring plants (Khám phá thực vật)
  - Chương 5 Inside advertising (Quảng cáo nội bộ)
- Khóa học tự chọn (Sách 10)
  - Chương 1 Nothing ventured, nothing gained (Không có mạo hiểm, sẽ không thể đạt được)
  - Chương 2 King Lear (Vua Lear)
  - Chương 3 Fairness for all (Công bằng cho tất cả)
  - Chương 4 Learning efficiently (Học tập hiệu quả)
  - Chương 5 Enjoying novels (Thưởng thức tiểu thuyết)
- Khóa học tự chọn 11 (Sách 11)
  - Chương 1 New Zealand
  - Chương 2 Detective stories (Truyện trinh thám)
  - Chương 3 Finding the correct perspective (Tìm quan điểm chính xác)
  - Chương 4 Legends of ancient Greece (Truyền thuyết về Hy Lạp cổ đại)
  - Chương 5 Launching your career (Khởi động sự nghiệp của bạn)

#### Tiếng Nhật, Tiếng Đức, Tiếng Pháp, Tiếng Nga và Tiếng Tây Ban Nha
Tạm thời chưa rõ.

### Khoa học tự nhiên toàn diện

#### Vật Lý[6]
- Khóa học bắt buộc 1
  - Chương 1 Mô tả chuyển động
  - Chương 2 Nghiên cứu về chuyển động chỉnh lưu biến đổi thống nhất
  - Chương 3 Sự tương tác
  - Chương 4 Định luật về chuyển động của Newton
- Khóa học bắt buộc 2
  - Chương 5 Tọa độ cong
  - Chương 6 Lực hấp dẫn và Chuyến bay không gian
  - Chương 7 Định luật Bảo toàn Năng lượng

Bên cạnh các Khóa học bắt buộc, phạm vi kỳ thi bắt buộc còn có Khóa học tự chọn 3-1, Khóa học tự chọn 3-2 và Khóa học tự chọn 3-5, so với Khóa học tự chọn 3-1, Khóa học tự chọn 3-2 và Khóa học tự chọn 3-5 được coi là phần học bắt buộc đối với Khoa học Tự nhiên.
- Khóa học tự chọn 3-1
  - Chương 1 Điện từ trường
  - Chương 2 Dòng điện một chiều
  - Chương 3 Từ trường
- Khóa học tự chọn 3-2
  - Chương 4 Hiện tượng cảm ứng điện từ
  - Chương 5 Dòng điện xoay chiều
  - Chương 6 Cảm biến
- Khóa học tự chọn 3-5
  - Chương 16 Định luật bảo toàn động lượng
  - Chương 17 Lưỡng tính sóng-hạt (Định nghĩa các hạt thể hiện tính chất sóng)
  - Chương 18 Cấu trúc nguyên tử
  - Chương 19 Hạt nhân

##### Tự chọn
Đối với Khoa học Tự nhiên, ít nhất một trong các Khóa học Tự chọn sau đây phải chọn.
- Khóa học Tự chọn 3-3
  - Chương 7 Lý thuyết động học phân tử
  - Chương 8 Gas
  - Chương 9 Sự thay đổi trạng thái vật lý rắn, lỏng
  - Chương 10 Định luật nhiệt động lực học
- Khóa học Tự chọn 3-4
  - Chương 11 Rung cơ học
  - Chương 12 Sóng cơ học
  - Chương 13 Ánh sáng
  - Chương 14 Sóng điện từ
  - Chương 15 Giới thiệu về Thuyết tương đối

#### Hóa học[7]
- Khóa học bắt buộc 1
  - Chương 1 Từ Hóa học Thực nghiệm
  - Chương 2 Các chất hóa học và những thay đổi của chúng
  - Chương 3 Kim loại và hợp chất của Kim loại
  - Chương 4 Phi kim và hợp chất của Phi Kim
- Khóa học bắt buộc 2
  - Chương 1 Cấu trúc vật chất Quy luật tuần hoàn của các nguyên tố
  - Chương 2 Phản ứng hóa học và năng lượng
  - Chương 3 Hợp chất hữu cơ
  - Chương 4 Hóa học trong Khai thác và Sử dụng Tài nguyên Thiên nhiên

Bên cạnh các Khóa học bắt buộc, phạm vi kỳ thi bắt buộc còn có Khóa học tự chọn 4 (Nguyên tắc phản ứng hóa học), vì vậy Khóa học tự chọn 4 (Nguyên tắc phản ứng hóa học) được coi là khóa học bắt buộc đối với Khoa học tự nhiên.
- Khóa học tự chọn 4 (Nguyên tắc phản ứng hóa học)
  - Chương 1 Phản ứng hóa học và năng lượng (bao gồm Phần 1 Phản ứng hóa học và thay đổi năng lượng, Phần 2 Nhiệt năng lượng đốt cháy, Phần 3 Tính toán nhiệt hóa học của phản ứng, không có trong Chương 2 của Khóa học bắt buộc 2)
  - Chương 2 Tốc độ phản ứng hóa học và cân bằng hóa học
  - Chương 3 Cân bằng ion trong dung dịch nước
  - Chương 4 Cơ sở điện hóa

##### Tự chọn
Đối với Khoa học Tự nhiên, ít nhất một trong các Khóa học Tự chọn sau đây phải chọn.
- Khóa học Tự chọn 3 (Cấu trúc và tính chất vật liệu)
  - Chương 1 Cấu trúc và tính chất nguyên tử
  - Chương 2 Cấu trúc và tính chất phân tử
  - Chương 3 Cấu trúc và tính chất tinh thể
- Khóa học Tự chọn 5 (Các nguyên tắc cơ bản của Hóa học hữu cơ)
  - Chương 1 Khái niệm các hợp chất hữu cơ
  - Chương 2 Hydrocarbon và Hydrocarbon halogen hóa
  - Chương 3 Dẫn xuất Oxi của hydrocarbon
  - Chương 4 Hóa chất hữu cơ cơ bản trong cuộc sống
  - Chương 5 Bước vào kỷ nguyên của các hợp chất polyme hữu cơ tổng hợp

#### Sinh học[8]
- Khóa học bắt buộc 1 (Phân tử và tế bào)
  - Chương 1 Bên trong Tế bào
  - Chương 2 Tế bào hình thành phân tử
  - Chương 3 Cấu trúc cơ bản của tế bào
  - Chương 4 Đầu vào và đầu ra vật chất của tế bào
  - Chương 5 Cung cấp năng lượng và sử dụng tế bào
  - Chương 6 Khóa học về sự sống của tế bào
- Khóa học bắt buộc 2 (Di truyền và Tiến hóa)
  - Chương 1 Khám phá các yếu tố di truyền
  - Chương 2 Mối quan hệ giữa gen và nhiễm sắc thể
  - Chương 3 Bản chất của gen
  - Chương 4 Biểu hiện gen
  - Chương 5 Đột biến gen và các biến thể
  - Chương 6 Từ lai tạo chéo đến kỹ thuật di truyền
  - Chương 7 Thuyết Tiến hóa Sinh học Hiện đại
- Khóa học bắt buộc 3 (Cân bằng nội môi và Môi trường)
  - Chương 1 Môi trường bên trong và cân bằng nội môi trong cơ thể người
  - Chương 2 Quy định các hoạt động sống của động vật và con người
  - Chương 3 Điều hòa nội tiết trong thực vật
  - Chương 4 Dân số và Cộng đồng
  - Chương 5 Hệ sinh thái và sự ổn định của hệ sinh thái
  - Chương 6 Bảo vệ môi trường sinh thái

##### Tự chọn
Đối với Khoa học Tự nhiên, ít nhất một trong các Khóa học Tự chọn sau đây phải chọn.
- Khóa học Tự chọn 1 (Thực hành công nghệ sinh học)
  - Chủ đề 1 Ứng dụng công nghệ lên men truyền thống
  - Chủ đề 2 Nuôi cấy và ứng dụng vi sinh vật
  - Chủ đề 4 Nghiên cứu và Ứng dụng Enzyme
  - Chủ đề 5 Công nghệ DNA và Protein
  - Chủ đề 6 Khai thác các thành phần hiệu quả từ thực vật
- Khóa học Tự chọn 3 (Modern Biotechnology Topics)
  - Chủ đề 1 Kỹ thuật di truyền
  - Chủ đề 2 Kỹ thuật tế bào
  - Chủ đề 3 Kỹ thuật phôi
  - Chủ đề 4 Các vấn đề đạo đức và an toàn trong công nghệ sinh học
  - Chủ đề 5 Kỹ thuật sinh thái

### Khoa học xã hội toàn diện

#### Địa lý[9]
- Khóa học bắt buộc 1
  - Chương 1 Hành tinh trái đất
  - Chương 2 Bầu khí quyển của Trái đất
  - Chương 3 Nước trên Trái đất
  - Chương 4 Định hình dạng bề mặt
  - Chương 5 Tính toàn vẹn và đa dạng của môi trường địa lý tự nhiên
- Khóa học bắt buộc 2
  - Chương 1 Thay đổi nhân khẩu học
  - Chương 2 Thành phố và Đô thị hóa
  - Chương 3 Sự hình thành và phát triển các vùng nông nghiệp
  - Chương 4 Sự hình thành và phát triển các khu vực công nghiệp
  - Chương 5 Bố cục giao thông và ảnh hưởng của nó
  - Chương 6 Phối hợp Phát triển Môi trường Địa lý và Con người
- Khóa học bắt buộc 3
  - Chương 1 Môi trường địa lý và sự phát triển khu vực
  - Chương 2 Xây dựng Môi trường Sinh thái Khu vực
  - Chương 3 Phát triển toàn diện và sử dụng các nguồn tài nguyên thiên nhiên trong khu vực
  - Chương 4 Phát triển kinh tế khu vực
  - Chương 5 Mối quan hệ giữa các khu vực và sự phát triển có sự phối hợp giữa các khu vực
- Địa lý cấp trung học cơ sở

##### Tự chọn
Đối với Khoa học xã hội, phải bầu ít nhất một trong các môn Tự chọn sau đây.
- Khóa học tự chọn 3 (Địa lý du lịch)
  - Chương 1 Du lịch hiện đại và vai trò của Du lịch hiện đại
  - Chương 2 Tài nguyên du lịch
  - Chương 3 Đánh giá cảnh quan du lịch
  - Chương 4 Phát triển và Bảo vệ Du lịch
  - Chương 5 Hãy là một khách du lịch hiện đại đủ tiêu chuẩn
- Khóa học tự chọn 6 (Bảo vệ môi trường)
  - Chương 1 Môi trường và các vấn đề về môi trường
  - Chương 2 Ô nhiễm và Ngăn ngừa Ô nhiễm Môi trường
  - Chương 3 Sử dụng và bảo vệ tài nguyên thiên nhiên
  - Chương 4 Bảo vệ môi trường sinh thái
  - Chương 5 Quản lý môi trường và sự tham gia của cộng đồng

#### Lịch sử[10]
- Khóa học bắt buộc 1
  - Chương 1 Hệ thống chính trị của Trung Quốc cổ đại
  - Chương 2 Hệ thống chính trị của Hy Lạp và La Mã cổ đại
  - Chương 3 Sự hình thành và phát triển của hệ thống chính trị tư bản phương Tây hiện đại
  - Chương 4 Xu hướng chống bạo lực và dân chủ ở Trung Quốc hiện đại
  - Chương 5 Từ lý thuyết về chủ nghĩa xã hội khoa học đến sự hình thành hệ thống xã hội chủ nghĩa
  - Chương 6 Xây dựng chính trị ở Trung Quốc hiện đại và thống nhất Tổ quốc
  - Chương 7 Quan hệ đối ngoại ở Trung Quốc hiện đại
  - Chương 8 Xu hướng Đa phân cực trong Cơ cấu Chính trị Thế giới Ngày nay
- Khóa học bắt buộc 2
  - Chương 1 Cấu trúc cơ bản và đặc điểm của nền kinh tế Trung Quốc cổ đại
  - Chương 2 Sự hình thành và phát triển của thị trường tư bản thế giới
  - Chương 3 Sự thay đổi cơ cấu kinh tế ở Trung Quốc hiện đại và sự phát triển đầy may rủi của chủ nghĩa tư bản
  - Chương 4 Con đường xã hội chủ nghĩa đặc sắc Trung Quốc
  - Chương 5 Tầm quan trọng của đời sống xã hội ở Trung Quốc hiện đại
  - Chương 6 Điều chỉnh các chính sách kinh tế tư bản thế giới
  - Chương 7 Xây dựng chủ nghĩa xã hội ở Liên Xô
  - Chương 8 Toàn cầu hóa nền kinh tế thế giới
- Khóa học bắt buộc 3
  - Chương 1 Sự phát triển của hệ tư tưởng chính thống của văn hóa truyền thống Trung Quốc
  - Chương 2 Nguồn gốc và sự phát triển của tinh thần nhân văn phương Tây
  - Chương 3 Khoa học, Công nghệ, Văn học và Nghệ thuật ở Trung Quốc cổ đại
  - Chương 4 Lịch sử phát triển khoa học trên thế giới kể từ thời hiện đại
  - Chương 5 Xu hướng giải phóng lý tưởng ở Trung Quốc hiện đại
  - Chương 6 Những thành tựu lý thuyết và tư tưởng chính kể từ thế kỷ 20
  - Chương 7 Khoa học và Công nghệ, Giáo dục và Văn học và Nghệ thuật ở Trung Quốc hiện đại
  - Chương 8 Văn học và Nghệ thuật Thế giới Kể từ Thế kỷ 19

##### Tự chọn
Đối với Khoa học xã hội, phải chọn ít nhất một trong các Khóa học Tự chọn sau đây.
- Khóa học bắt buộc 1 (Đánh giá về những cải cách lớn trong lịch sử)
  - Chương 2 Chuyển đổi Thương Ưởng
  - Chương 3 Cải cách của Bắc Ngụy Hiếu Văn Đế trong triều đại Bắc Ngụy
  - Chương 4 Cải cách của Vương An Thạch
  - Chương 7 Cải cách chế độ nô lệ ở Nga năm 1861
  - Chương 8 Minh Trị Duy tân
  - Chương 9 Phong trào cải cách năm 1898
- Khóa học bắt buộc 3 (Chiến tranh và hòa bình trong thế kỷ 20)
  - Chương 1 Chiến tranh thế giới thứ nhất
  - Chương 2 Thế giới dưới hệ thống Hòa ước Versailles của Washington
  - Chương 3 Chiến tranh thế giới thứ hai
  - Chương 4 Chiến tranh lạnh và hòa bình theo hệ thống hội nghị Yalta
  - Chương 5 Chiến tranh của Chiến tranh
  - Chương 6 Hòa bình và Phát triển
- Khóa học bắt buộc 4 (Bình luận về các nhân vật lịch sử trong và ngoài nước)
  - Chương 1 Các chính trị gia ở Trung Quốc cổ đại
  - Chương 2 Các nhà hiền triết của phương Đông và phương Tây
  - Chương 3 Những nhân vật nổi bật trong Kỷ nguyên Cách mạng Tư sản Châu Âu và Châu Mỹ
  - Chương 4 Người tiên phong đánh thức Châu Á
  - Chương 5 Nhà cách mạng vô sản
  - Chương 6 Các nhà khoa học lỗi lạc

#### Hệ tư tưởng và Chính trị (Giáo dục Công dân)[11]
- Khóa học bắt buộc 1 (Đời sống kinh tế)
  - Chương 1 Đời sống và tiêu dùng
  - Chương 2 Sản xuất, Lao động và Quản lý
  - Chương 3 Thu nhập và Phân chia
  - Chương 4 Phát triển kinh tế thị trường xã hội chủ nghĩa
- Khóa học bắt buộc 2 (Đời sống chính trị)
  - Chương 1 Đời sống chính trị của công dân
  - Chương 2 Một Chính phủ Phục vụ Nhân dân
  - Chương 3 Phát triển chính trị dân chủ xã hội chủ nghĩa
  - Chương 4 Xã hội quốc tế đương đại
- Khóa học bắt buộc 3 (Đời sống văn hóa)
  - Chương 1 Văn hóa và Đời sống
  - Chương 2 Kế thừa và đổi mới văn hóa
  - Chương 3 Văn hóa Trung Quốc và tinh thần dân tộc
  - Chương 4 Phát triển Văn hóa Xã hội Chủ nghĩa Đặc sắc Trung Quốc
- Khóa học bắt buộc 4 (Cuộc sống và Triết học)
  - Chương 1 Trí tuệ Cuộc sống và Tinh thần Thời đại
  - Chương 2 Khám phá thế giới và tìm kiếm sự thật
  - Chương 3 Cách thức Tư duy và Ý thức Đổi mới
  - Chương 4 Hiểu về xã hội và giá trị của sự lựa chọn
- Chính trị hiện tại
  - Các sự kiện lớn trong nước và quốc tế (tháng 4 năm trước đến tháng 3 của năm thi)
  - Đường lối cơ bản và chính sách lớn của Đảng cộng sản Trung Quốc và chính phủ Trung Quốc giai đoạn hiện nay